# Нова Вес I
Нова Вес I (чеш. Nová Ves I) је насељено мјесто са административним статусом сеоске општине (чеш. obec) у округу Колин, у Средњочешком крају, Чешка Република.

## Становништво
Према подацима о броју становника из 2014. године насеље је имало 1.228 становника.